# Sarax cavernicola
Espèce
Sarax cavernicola est une espèce d'amblypyges de la famille des Charinidae.

## Distribution
Cette espèce est endémique du Kalimantan oriental en Indonésie,. Elle se rencontre dans le karst de Sangkulirang-Mangkalihat à Pengadan dans la grotte Gua Ambulabung et à Marang dans la grotte Gua Sungai.

## Description
Le mâle mesure 8,64 mm et les femelles de 6,17 à 16,25 mm.
Cette espèce troglobie possède des yeux réduit.
La carapace du mâle décrit par Miranda, Giupponi, Prendini et Scharff en 2021 mesure 3,20 mm de long sur 4,17 mm et celle des femelles de 4,57 à 6,37 mm de long sur de 6,30 à 8,29 mm.

## Étymologie
Son nom d'espèce lui a été donné en référence au lieu de sa découverte, une grotte.

## Publication originale
- Rahmadi, Harvey & Kojima, 2010 : « Whip spiders of the genus Sarax Simon 1892 (Amblypygi: Charinidae) from Borneo Island. » Zootaxa, no 2612, p. 1-21.